# 埃爾帕雷東
埃爾帕雷東（西班牙語：El Paredón），是巴拿馬的城鎮，位於該國西北部，由恩戈貝-布格雷特區的努魯姆區負責管轄，面積109.1平方公里，2010年人口1,060，人口密度每平方公里9.7人。